# Autosan Sancity 18LF
L' Autosan Sancity 18LF est un autobus urbain fabriqué par le constructeur polonais Autosan depuis 2010. C'est le premier modèle articulé de la marque.
Ce véhicule articulé a été développé sur la base de l'autobus de 12 mètres Sancity 12LF. Il a été présenté le 6 octobre 2010 lors du Salon TransExpo 2010 de Kielce.

## Histoire
Après la faillite de la société Jelcz en 2008, principal constructeur polonais d’autobus urbains de différentes classes du groupe "Polskie Autobusy", Autosan a commencé à concevoir une nouvelle série d'autobus modulaires à plancher bas. En raison de la forte demande de véhicules de grande capacité du marché national et étranger, la version articulée a été développée après la présentation des modèles Sancity 12LE & LF. La conception a duré 5 mois et le Sancity 18LF a été présenté le 6 octobre 2010 lors du Salon TransExpo 2010 de Kielce avec le code usine M18LF. 

## Caractéristiques
Le châssis de l'autobus est composé d'un treillis en profilés carrés et rectangulaires soudés en acier avec un traitement contre la corrosion. La carrosserie extérieure est en aluminium et matériaux composites collés à la structure. L'articulation est du type Hubner HNGK 19,5.  Le véhicule a une capacité de 180 passagers dont 34 à 49 assis, selon la configuration. 
La partie mécanique fait appel à un moteur diesel Iveco Cursor 78 Euro5, 6 cylindres en ligne de 7.790 cm3 de cylindrée développant une puissance maximale de 243 kW / 330 ch DIN à 2.050 tr/min et un couple maximal de 1.400 N m entre 1.125 et 1.600 tr/min.  Tous les essieux sont fournis par la société allemande ZF. La suspension du véhicule est entièrement pneumatique contrôlée par le système électronique ECAS, qui permet de régler la hauteur de la garde au sol du châssis et d’incliner le côté droit de la carrosserie pour faciliter l'accès. 